# 葛野王
葛野王（かどののおう/かどののおおきみ）は、弘文天皇（大友皇子）の第一皇子。淡海三船の祖父にあたる。官位は正四位上・式部卿。

## 経歴
持統朝にて浄大肆・治部卿に叙任される。持統天皇10年（696年）に皇族の筆頭であった太政大臣・高市皇子が薨去した後、持統天皇が皇族・公卿・官人を宮中に召して皇太子の擁立について議論させた。しかし、群臣はそれぞれ自分に都合の良い意見を言い合い、議論は紛糾した。この時、葛野王は前に進み出て直系による皇位継承を主張した（藤原不比等が入れ知恵したのだとする意見もある）。
- 日本では神代から親子間での皇位継承が行われており、兄弟間での継承は争いの元である。
- どの皇子が最も皇太子に相応しいかとの天意を議論しても、その天意を推し測れる者などいない。
- 血筋や長幼から考えれば、皇嗣は自然に定まる。これ以上誰も余計なことを言うべきではない。

ただし、実際には古くから兄弟間での皇位継承の実例は多く、それについて天武天皇の皇子である弓削皇子が葛野王に問いかけようとした矢先、葛野王は弓削皇子を一喝したため、弓削皇子は何も言えなかった。その結果、数ある天武天皇の皇子達は退けられ、前皇太子・草壁皇子の子で持統天皇の孫でもある軽皇子（のち文武天皇）が皇太子に定められた。その意見により国家の基本が定まったとして、葛野王は持統天皇から称賛されたという。
文武朝において、正四位上・式部卿に叙任されている。慶雲2年（706年）12月20日卒去。享年37。

## 人物
器量が広く、見識も深く秀でていた。天智・天武両帝の血筋を引き、朝廷を支える人物として相応しい才能を有していた。若いころから学問を好み、広く経書と史書に通じていた。文章を作成することを非常に好み、書画も堪能であった。
『懐風藻』に2首の漢詩作品が採録されている。春日翫鶯梅
聊乘休暇景　入苑望青陽　素梅開素靨　嬌鶯弄嬌聲　對此開懷抱　優足暢愁情　不知老將至　但事酌春觴
遊龍門山
命駕遊山水　長忘冠冕情　安得王喬道　控鶴入蓬瀛

## 系譜
- 父：弘文天皇（大友皇子）
- 母：十市皇女（天武天皇の第一皇女）[2]
- 生母不詳の子女
  - 男子：池辺王[3] - 淡海三船の父